# Raymond Goussot
Raymond Goussot (Clamart, 31 de març de 1922 - 16 de juliol de 2015) fou un ciclista francès, professional des del 1944 fins al 1957. Es va especialitzar en el ciclisme en pista concretament en curses de sis dies. També va competir en carretera on va quedar quart a la París-Roubaix de 1944

## Palmarès en ruta
- 1946
  - 1r al Gran Premi Desembarcament Nord
- 1948
  - 1r a la París-Valenciennes
  - 1r al Gran Premi Courrier Picard
- 1951
  - 1r al Circuit des Deux Ponts

### Resultats al Tour de França
- 1948. Eliminat (12a etapa)

## Palmarès en pista
- 1948
  - 1r al Premi Dupré-Lapize (amb Émile Carrara)
- 1949
  - 1r als Sis dies de Saint-Étienne (amb Émile Carrara)
  - 1r al Premi Dupré-Lapize (amb Émile Carrara)